# Агент Сміт
Агент Сміт (англ. Agent Smith) — персонаж фільму-трилогії «Матриця», якого виконує актор Г'юго Вівінг. Сміт — комп'ютерна програма, автономний модуль. Спочатку захищає він Матрицю. Разом з Агентом Брауном і Агентом Джонсом він становив трійку Агентів першого фільму трилогії. Використовує естетику агентів Секретної розвідувальної служби МІ-6, крім того, поліція звертається до нього як до агента ФБР.
Агент Сміт одягнений в строгий костюм, чорну краватку, білу сорочку, постійно носить навушник внутрішнього зв'язку. На початку другої частини «Матриці» надсилає свій навушник Нео, що символізує відділення Сміта від Матриці. Філософія Агента Сміта мізантропічна. Він ненавидить людей за недосконалість — за «сморід» і нездатність прийняти світ без страждань. Сміт вважає їх вірусами, бо вони руйнують екосистеми, і динозаврами, які повинні поступитися місцем машинам — новому щаблю космічної еволюції. Іронічний той факт, що Сміт, бувши Агентом, критикував людей за їх вірусоподібність; відокремившись від Системи, сам став вірусом (це, мабуть, говорить про те, що Сміт став подібним людині). Хобі (можливо) — біологія (класифікація видів). Сміт заперечує свободу як метафізичне поняття. Все зумовлено, в тому числі цілями й намірами. У поєдинку з Нео Сміт перепрограмується і перетворюється на вірус Матриці, проте продовжує боротися з Нео (як він пояснює йому, Нео, віднявши у нього Мету, сам став його Метою, яка об'єднує і спрямовує його). Агент Сміт отримує здатність копіювати себе, вставляючи свій код в інші програми й розуми людей (це говорить про те, що його образ мислення став, як у людей). З натовпом копій Сміта Нео б'ється в другій частині «Матриці», це одна з найвидовищніших сцен фільму. Врешті-решт, у третій частині трилогії втілення Сміта заповнюють всю Матрицю, що не дає можливості Машинам її контролювати. За словами Нео, Сміт заполонив би місто машин, так само як і Матрицю. Сміт перетворює на собі подібних Саті, Серафиму, Провидицю (схоже, одночасно отримуючи доступ до їхніх функцій) і багатьох інших…
«Прізвища» всіх агентів обрані з найпоширеніших в англомовних країнах. Наприклад, прізвище «Джонсон» («головний» в трійці агентів у другій частині трилогії) «відповідає» російському прізвищу «Іванов». «Сміт» буквально означає «коваль». У зв'язку з цим цікава сцена з другої частини трилогії, фільму «Матриця: Перезавантаження»: реєстраційний номер автомобіля, на якому Сміт під'їжджає до місця зустрічі повстанців (сцена «Я шукаю Нео») — IS5416, мабуть, означає цитату з книги пророка Ісаї, глава 54, вірш 16:
|  | Ось, Я створив коваля, який роздуває вугілля у вогні й робить знаряддя для своєї справи, — і Я творю губителя для знищування. |